# غوستافو لوزانو
غوستافو لوزانو (بالإسبانية: Gustavo Lozano)‏ هو سباح مكسيكي، ((ولد عام 1951  م))

## روابط خارجية
- غوستافو لوزانو على موقع الاتحاد الدولي للسباحة (الإنجليزية)
- غوستافو لوزانو على موقع SwimRankings.net (الإنجليزية)
- غوستافو لوزانو على موقع اللجنة الأولمبية الدولية (الإنجليزية)
- غوستافو لوزانو على موقع أوليمبيديا (الإنجليزية)